# ホーランエンヤ (島根県)

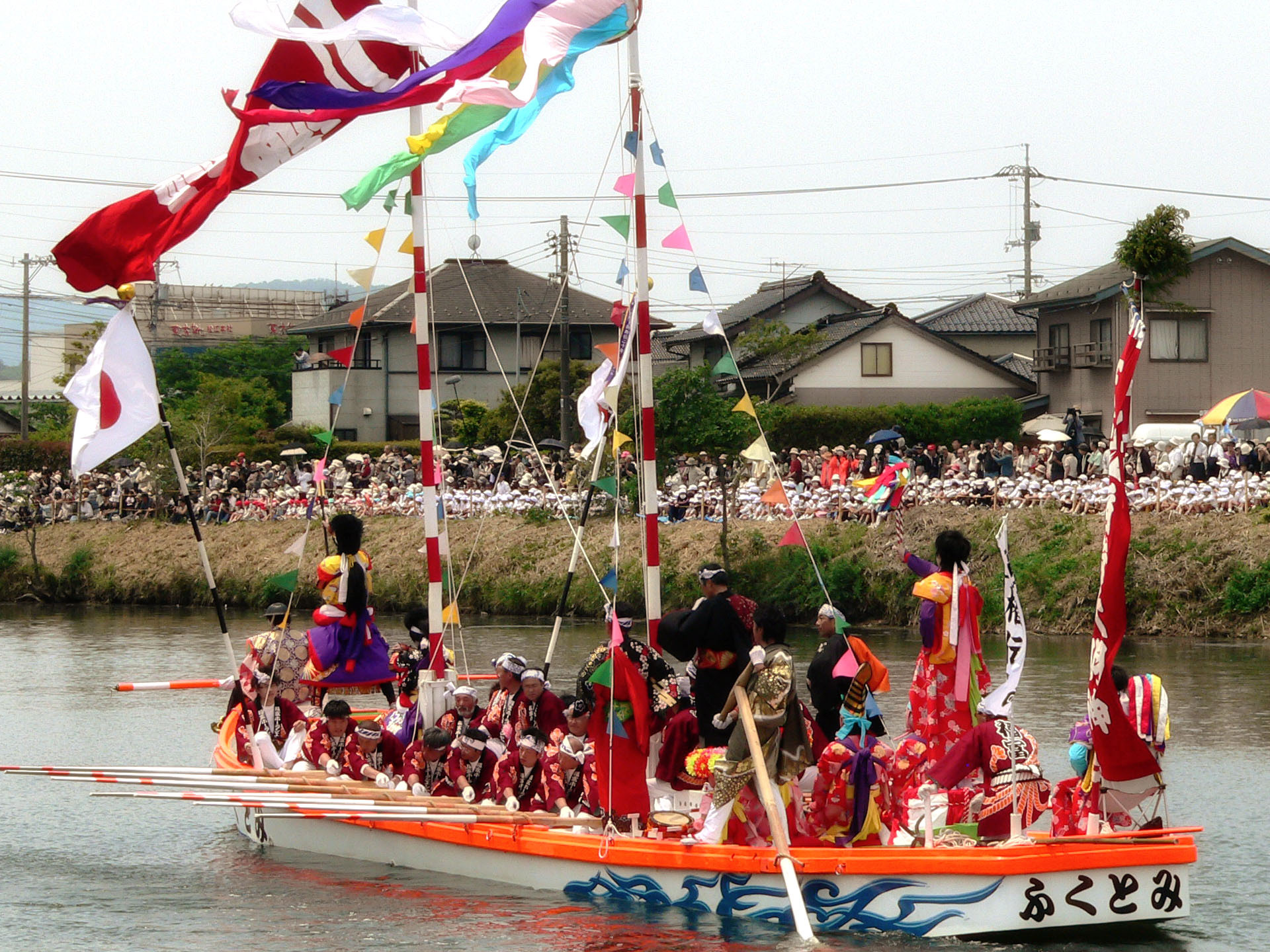
ホーランエンヤ（2009年）。

ホーランエンヤは、島根県松江市の松江城内に鎮座する城山稲荷神社の御神霊を松江市東出雲町出雲郷（あだかえ）の阿太加夜神社に船でお運びし、一週間にわたって豊作や繁栄などのお祈りを行い、再び松江城稲荷神社に返ることを願う船渡御祭。この船神事を正式には「式年神幸祭」（式年祭）と呼ぶが、一般的にはホーランエンヤ(宝来遠弥・豊来栄弥)と呼ばれている。
城山稲荷神社の御神体を載せた船団が大橋川から意宇川を通って阿太加夜神社に渡る渡御祭、阿太加夜神社において櫂伝馬奉納などが行われる中日祭、再び御神体を載せた船団が城山稲荷神社に還る還御祭の三つの祭礼から構成される。櫂伝馬船での「櫂伝馬踊り」は松江市指定無形民俗文化財に指定されている。大阪天満宮（大阪市）の天神祭、厳島神社（広島県廿日市市）の管絃祭とともに日本三大船神事のひとつとされている。
次回は令和11年（2029年）に開催される予定。

## 由来
ホーランエンヤの名称は、櫂をこぐ者の「ソーラ」「エンヤ」という掛け合いに起源を持つといわれている。残っている資料の中で「ホーランエンヤ」の文字が出てくるのは明治期で、小泉八雲の頃には市民に親しまれていたことがうかがえる。

## 歴史
慶安元年（1648年）出雲国で大規模な凶作となったことを受けて、当時の松江藩主の松平直政が城山稲荷神社の御神体を船に載せて阿太加夜神社まで運び、五穀豊穣を祈願する祭礼を行ったのが起源とされる。当初は10年周期で行われ、途中で12年周期に変わった。これは、数えで12年で、現代的には11年毎であった。不況や戦争などで周期通りに執り行われないことも多く、正確な回数は不明である。
2009年に行われたホーランエンヤは、2007年から2011年にかけて松江市で開催された「松江開府400年祭」のメインイベントの一つとなっていた。
2010年に関係者が協議し、開催周期を当初の10年周期に戻すことを決定した。
2012年10月28日、松江ホーランエンヤ伝承館（島根県松江市殿町２５０番地）が開館。

## 式年神幸祭
式年とは一定の周期で繰り返されることであり、神事とは神様がお出かけになることを表す。しかし、実際には行う間隔は一定ではなく、元は「十年目毎」であったが時代や社会事情によって、十一年目毎とか十二年目毎などに行われることもあった。また、十年ないし十数年目毎の式年を定めたのは、もとは出雲国松江藩の藩主であった。現在では、奉賛会や協賛会をはじめ、地域住民が協議をして定めている。

### 開催リスト
※記録が残る明治以降
| 開催年             | 渡御祭  | 中日祭  | 還御祭  | 備考     |
| ------------------ | ------- | ------- | ------- | -------- |
| 明治3年（1870年）  |         |         |         |          |
| 明治14年（1881年） | 4月24日 |         | 5月2日  | 11年ぶり |
| 明治25年（1892年） | 5月14日 |         | 5月22日 | 11年ぶり |
| 明治36年（1903年） | 5月15日 | 5月19日 | 5月23日 | 11年ぶり |
| 大正4年（1915年）  | 5月18日 | 5月22日 | 5月26日 | 12年ぶり |
| 昭和4年（1929年）  | 5月18日 | 5月22日 | 5月26日 | 14年ぶり |
| 昭和23年（1948年） | 5月16日 | 5月20日 | 5月24日 | 19年ぶり |
| 昭和33年（1958年） | 5月10日 | 5月14日 | 5月18日 | 10年ぶり |
| 昭和44年（1969年） | 5月10日 | 5月14日 | 5月18日 | 11年ぶり |
| 昭和60年（1985年） | 5月18日 | 5月22日 | 5月26日 | 16年ぶり |
| 平成9年（1997年）  | 5月17日 | 5月21日 | 5月25日 | 12年ぶり |
| 平成21年（2009年） | 5月16日 | 5月20日 | 5月24日 | 12年ぶり |
| 令和元年（2019年） | 5月18日 | 5月22日 | 5月26日 | 10年ぶり |

## 日程
開催年の5月中旬頃から9日間で執り行われる。期間中には「渡御祭」、「中日祭」、「還御祭」の3つの祭礼が行われる。
渡御祭（とぎょさい）
城山稲荷神社で宮出しが行われ、御神体が神輿船に載せられた後に船の一団が出航し、大橋川を下降して阿太加夜神社へ向かう。豪華絢爛に飾られた櫂伝馬船の上では派手な衣装とメイクの踊り手が櫂伝馬踊りを披露する。
中日祭（ちゅうにちさい）
御神体が到着した翌日から7日間の祈祷が行われるが、その中日に阿太加夜神社の境内で櫂伝馬踊りが奉納される。
車輪のついた陸船の上で踊る「剣櫂踊り」と「采振り踊り」を中心に行われる。
還御祭（かんぎょさい）
7日間の祈祷が終了した翌日に、渡御祭とは逆の経路で城山稲荷神社まで御神体が運ばれ、到着後に櫂伝馬踊りが奉納されたて祭礼の幕が下りる。

## 船団の構成
ホーランエンヤの櫂伝馬船には地区ごとに一番船から五番船までがある（これは船行列の順序とは異なる。神輿船に近い順番である）。
- 一番船（馬潟地区）…五大地の中で最も歴史が古く、文化５年（１８０８）神興船を助けて以来、曳船を務めるようになった。
- 二番船（矢田地区）…二番船「矢田」のホーランエンヤ参加は文政元年（１８１８）。
- 三番船（大井地区）…三番船「大井」の初参加列は文政１１年（１８２８）。
- 四番船（福富地区）…四番船「福富」の参加は天保９年（１８３８）から始まる。
- 五番船（大海崎地区）…五番船「大海崎」の初参加列は、嘉永元年（１８４８）。

このほかに神輿船をはじめ、複数の神器船・神能船・神楽船など、100隻以上の船が船団を構成する。
御神輿を載せる御座船は、当時荷物を運搬するために造られた甲板のない小さな和船だった。
先頭から、大海崎-福富-大井-矢田-馬潟の順となっている。五番船の大海崎地区は「先頭船」の旗を掲げている。

## 見どころ
①唄：ホーランエンヤと称する唄であり、漕ぐ櫂の調子を合わせるために唄われる。五大地それぞれに独自の唄・節回しがある。各地区を代表する音頭取りの喉の競い合いを聞けるのも注目するところだ。
②踊り：唄と同様に踊りも五大地によって少しずつ異なる。踊り手の美しい姿は人々を魅了する。踊る喜びや確かな誇りがある。剣櫂、采振りの二人の呼吸が渾然一体となる踊りこそが見どころである。
③船：船は大橋川河畔から船出している。約100隻の船が連なり、1㎞にも及ぶ大船団となって進む。宍道湖大橋からくにびき大橋の四橋間では櫂伝馬船が櫂伝馬踊りを奉納・披露しながら、回っている。

## 注意事項
- 会場周辺は大変混雑するため、公共交通機関の活用が好ましい。
- 会場周辺では交通規制、それに伴う路線バスの経路変更、海上航行の規制が行われる。

## 関連番組

### 2019年
- NHK松江放送局
  - 『さんいんスペシャル 見どころいっぱい!ホーランエンヤ』（5月17日、19:30～19:56）
  - 『生中継!松江・ホーランエンヤ～10年に1度 大水上絵巻～』（5月18日、10:00～11:00）※渡御祭生中継

かまいたち、はるな愛、岩松了、安部登
  - 『小さな旅 ホーランエンヤ～島根県 松江市〜』（6月9日、8:00〜8:25〔初放送〕）
- NHK BS4K
  - 『生中継!松江・ホーランエンヤ～10年に1度の大水上絵巻～』（5月18日、10:00～11:00）※渡御祭生中継
- 日本海テレビジョン放送
  - 『ホーランエンヤ 水都を彩る時代絵巻』（5月26日、12:35～13:30）※還御祭生中継
- 山陰放送
  - 『山陰放送開局65周年記念特別番組 令和元年 ホーランエンヤ』（5月26日、12:54～13:54）※還御祭生中継

佐野史郎、錦織良成、中村麻美、安部登、宇田川修一、荒木まどか
- 山陰中央テレビジョン放送
  - 『豪華絢爛!令和のホーランエンヤ』（5月26日、13:00～14:00）※還御祭生中継
  - 『ダイドードリンコ日本の祭り 令和の小さな伝承者たち ～松江城山稲荷神社式年神幸祭ホーランエンヤ～』（6月22日、12:00～12:55）

### 2009年
- 山陰放送
  - 『山陰放送開局55周年記念番組 - 生中継!伝統・ホーランエンヤ』（5月16日、10:00～11:00）※渡御祭生中継

佐野史郎、板井文昭、木野村尚子、坪山奏子
  - 『特集テレポート 祭りは12年刻みの暦　～ホーランエンヤのふるさとで～』（5月30日、17:00～17:30）
- 日本海テレビジョン放送
  - 『360年の伝承・ホーランエンヤ　～伝統を受け継ぐ人々～』（5月16日、10:05～11:20）※渡御祭生中継

北川博之、串山真理、殿垣内薫
- 山陰中央テレビジョン放送
  - 『TSKスーパーニューススペシャル ～伝承ホーランエンヤ 芽生える伝統の息吹～』（3月28日、11:00～11:30）
  - 『生中継!ホーランエンヤ還御祭　～伝統をつむぐ水上絵巻～』（5月24日、13:00～13:55）※還御祭生中継

島田成矩、河野美知、岡本敦、岩田浩岳
  - 『ダイドードリンコスペシャル 日本の祭り2009 誇りを受け継ぐ若者達　～水都に響くホーランエンヤ～』（6月13日、16:00～16:55）
- NHK松江放送局
  - 『ふるさと発 守り、伝える～船神事・ホーランエンヤ～』（6月12日、19:30～19:55）